# Archobraconus microphthalmus
Archobraconus microphthalmus är en stekelart som beskrevs av Alexandr Rasnitsyn och Michael J. Sharkey 1988. Archobraconus microphthalmus ingår i släktet Archobraconus och familjen Eoichneumonidae. Inga underarter finns listade.